# Union Corner Provincial Park
Union Corner Provincial Park är en park i Kanada.   Den ligger i provinsen Prince Edward Island, i den östra delen av landet, 900 km öster om huvudstaden Ottawa.
Terrängen runt Union Corner Provincial Park är mycket platt. Havet är nära Union Corner Provincial Park söderut. Närmaste större samhälle är Summerside, 15,0 km öster om Union Corner Provincial Park. 